# Pedro Goes Pitta
Pedro Goes Pitta (Ponta do Sol, 26 de maio de 1891 — Cascais, 3 de fevereiro de 1974) foi um advogado, licenciado em Direito pela Universidade de Coimbra, que, entre outras funções de relevo, foi presidente da Câmara Municipal do Funchal, deputado ao Congresso da República, Ministro do Comércio e Comunicações e interinamente Ministro do Trabalho do 38.º governo republicano, em funções 15 de novembro a 18 de dezembro de 1923, e bastonário da Ordem dos Advogados. Foi sócio da Academia das Ciências de Lisboa.

## Biografia
Nasceu na freguesia da Ponta do Sol, no concelho homónimo da ilha da Madeira, filho de António Félix Pitta, secretário da Câmara Municipal de Ponta do Sol, e de sua esposa Maria da Conceição Goes Pitta. A família incluía diversos membros que se tinham destacado nas profissões liberais. Frequentou o Liceu Nacional do Funchal, tendo depois ingressado na Faculdade de Direito da Universidade de Coimbra.
Licenciou-se em Direito pela Universidade de Coimbra, a 6 de julho de 1912, ano em que iniciou o exercício da profissão advogado na Ponta do Sol e no Funchal, regressando assim à ilha da Madeira. No Funchal foi também notário e professor eventual do Liceu Nacional daquela cidade.
Em 1917 foi eleito presidente da Câmara do Funchal e, dois anos depois, em 1919, foi eleito deputado pelo círculo eleitoral do Funchal, integrando o Partido Nacionalista desde a sua fundação até à extinção, em 1935, tendo chegado a liderar o grupo parlamentar daquele partido na Câmara dos Deputados do Congresso da República.
Após a sua eleição como deputado transferiu-se para Lisboa, onde passou a partilhar o escritório de advogados de Fernando Olavo e a exercer as funções de conservador do Registo Predial na 5.ª Conservatória, uma das conservatórias da cidade de Lisboa. Em Lisboa foi ganhando notoriedade como causídico, ao mesmo tempo que se mantinha como deputado, sendo sucessivamente eleito deputado nas listas nacionalistas até 1925. A partir de 1923 passou a ser um dos mais influentes dirigentes do Partido Republicano Nacionalista, cargo que manteve até à extinção daquele partido em 1935.
No exercício das funções de deputado foi por diversas vezes eleito líder do grupo parlamentar do seu partido e aquando da formação do 38.º governo republicano, presidido por António Ginestal Machado e apoiado pelo nacionalistas, foi escolhido para Ministro do Comércio e Comunicações, assumindo interinamente a pasta de Ministro do Trabalho, mantendo-se nessas funções 15 de novembro a 18 de dezembro de 1923, data em que aquele governo foi derrubado.
Em novembro de 1926 foi eleito, em representação dos conservadores do Registo Predial, como vogal efetivo do Conselho Superior Judiciário. Neste conselho exerceu as funções de presidente da Secção do Registo Predial nos anos de 1927 a 1933. Foi eleito presidente da Caixa de Aposentação dos Conservadores do Registo Predial, exercendo essas funções de 1927 a 1934.
Foi vogal do Conselho Geral da Ordem dos Advogados no triénio de 1942-1944, vogal do Conselho Superior nos triénios de 1948-1950 e 1951-1953, delegado às assembleias gerais, ininterruptamente de 1954 a 1971, e eleito bastonário em 1957, cargo que exerceu durante 15 anos, tendo sido eleito para cinco mandatos sucessivos, o que constitui caso único na história daquela instituição.
Foi eleito sócio-correspondente da Academia das Ciências de Lisboa em 27 de março de 1924, passando a sócio efectivo daquele instituição em 16 de julho de 1931, passando a ocupar a cdeira n.º 22. Foi eleito vice-presidente da Academia em 1972 e presidente em 1973, sendo também presidente da Secção de Letras.
Foi jornalista e publicista de relevo, dedicando-se essencialmente à divulgação de assuntos jurídicos e judiciários, tendo publicado múltiplos artigos na imprensa periódica madeirense e de Lisboa. No Funchal fundou e dirigiu a Revista de Direito e em Lisboa foi diretor e co-proprietário dos periódicos O Direito e Revista do Notariado e Registo Predial. Foi ainda colaborador do periódico Jornal do Foro, publicado em Lisboa. Para além disso, contribuiu com diversos trabalhos para as Memórias da Academia das Ciências de Lisboa. Também deixou diversas obras publicadas no campo do Direito e da Jurisprudência.
Foi condecorado com o grau de oficial da Ordem Militar de Santiago da Espada por decreto de concessão publicado em 4 de novembro de 1922, e com os graus de oficial e grande-oficial da Ordem Militar de Cristo por decretos concessão publicados a 6 de dezembro de 1922 e a 1 de outubro de 1923. Foi também condecorado com a Ordem da Espiga de Ouro da China (a Ordem de Chia-Ho ou 嘉禾) e o grau de oficial da Ordem de Santo Olavo da Noruega.